# Нестеренко, Василий Игоревич
Васи́лий И́горевич Нестере́нко (род. 28 февраля 1967, Павлоград, Днепропетровская область, Украинская ССР, СССР) — российский живописец, приобретший известность полотнами на темы русской истории и христианской религиозности.
Академик Российской академии художеств (2007; член-корреспондент с 2001). Народный художник Российской Федерации (2004), Заслуженный художник Украины (2008). Лауреат премии ФСБ России (2010, 2019—2020). Член Союза художников России с 1995 года.

## Биография
Василий Игоревич Нестеренко родился в 1967 году в городе Павлограде на Украине, в семье геологов. Когда Василию исполнилось восемь лет, семья переехала в Москву. Талант художника проявился в раннем детстве. «Я любил искусство с детства. Искусство — это как болезнь. Многие не заражаются. Многие из тех, кто заразился, рано или поздно излечиваются. И лишь немногие „болеют“ всю жизнь. Так вот я из тех, кто заразился на всю жизнь», — сказал Василий Нестеренко.
Василий Нестеренко рано лишился отца. Воспитывала его мать, Галина Васильевна Нестеренко. В 1980 году в возрасте 13 лет Василий поступил в Московскую среднюю художественную школу (ныне Московский академический художественный лицей Российской академии художеств) и окончил в 1985 году с золотой медалью. Подготовка к экзаменам в Московский государственный академический художественный институт им. В. И. Сурикова проходила в Студии имени Грекова в мастерской заслуженного художника РСФСР Николая Присекина.
В 1991—1992 годах стажировался по линии Министерства культуры СССР в Художественном институте ПРАТТ в Нью-Йорке под руководством профессоров Росса Ниара, Фиби Хельман, Френка Линдта. В 1992 году был принят в члены Американской лиги профессиональных художников (АЛПХ). В это время он участвует во многих выставках в Америке.
В 1994 году закончил Московский художественный институт имени В. И. Сурикова с красным дипломом, дипломная картина — «Триумф Российского флота». С этого года он становится членом Международной федерации художников ЮНЕСКО и Международного художественного Фонда.
В 1999 году работает над восстановлением росписей Храма Христа Спасителя. Его рукой выполнены росписи Северо-западного пилона («Воскресение Христово», «Св. Апостол и евангелист Матфей»), северного тимпана («Крещение Господне»), западного тимпана («Вход Господень во Иерусалим»). Немного позже выполнены 4 иконы Богородичного цикла, престольная икона «Плащаница», картины для Патриаршей трапезной «Тайная вечеря», «Чудесное умножение хлебов», «Чудесный улов», «Брак в Кане Галилейской» и «Христос и самарянка». Василий Нестеренко разработал концепцию оформления Аванзала Зала Церковных Соборов Храма Христа Спасителя и с группой художников воплотил её.
Начиная с 2000 года работал над внутренним убранством Тронного Зала Иерусалимской Патриархии, Успенского кафедрального собора в Дмитрове (2002 г.), храма Живоначальной Троицы на Борисовских прудах (2004 г.), храма во имя Успения Божией Матери в селе Домнино Сусанинского района Костромской области, родовом имении Романовых (2004 г.), храма святого праведного воина Феодора Ушакова в Южном Бутове (2017 г.).
С 1995 года — член Московского союза художников. В 1999 году получил почётное звание «Заслуженный художник Российской Федерации», 2004 — звание «Народный художник Российской Федерации». С 2001 года — член-корреспондентом Российской академии художеств, с 2007 года — действительный член Российской академии художеств.
26 июля 2010 года включён в состав Патриаршего совета по культуре.
С 2008 по 2012 год являлся членом Комиссии при президенте Российской Федерации по государственным наградам.
в 2000 году была создана Московская государственная картинная галерея Василия Нестеренко. Картины Василия Нестеренко всегда можно увидеть в выставочном зале «Домик Чехова» по адресу Малая Дмитровка, д. 29, стр. 4. Здание передали галерее 24 августа 2017 года. 
В 2023 году, наряду с группой других членов РАХ, участвовал в фестивале современного церковного искусства «Видеть и слышать».
В настоящее время в Москве, на Бутырской улице, 1 (рядом с метро «Савеловская»), идет строительство Московской государственной картинной галереи Василия Нестеренко. Площадь здания составит свыше 5000 кв. м. Окончание строительства запланировано на 2025 год.

## Награды, премии, звания, членство
- 1992 — член Американской лиги профессиональных художников (AAPL)
- 1992 — почетная премия 64-й Национальной выставки Американской лиги профессиональных художников
- 1995 — член Международной конфедерации художников ЮНЕСКО и Международного художественного фонда[5]
- 1995 — член Московского союза художников
- 1999 — Заслуженный художник Российской Федерации (17 июня 1999 года) — за заслуги в области искусства[6].
- 2000 — Орден преподобного Сергия Радонежского II степени Русской православной церкви за росписи в Храме Христа Спасителя[5]
- 2001 — член-корреспондент РАХ[5]
- 2001 — председатель правления Благотворительного фонда «Творчество»
- 2003 — Патриаршая грамота за создание новых росписей в Успенском соборе в Дмитрове
- 2004 — Народный художник Российской Федерации (24 августа 2004 года) — за большие заслуги в области изобразительного искусства[7].
- 2004 — член экспертной комиссии по присуждению Государственных премий в области литературы и искусства в Центральном федеральном округе
- 2004 — Орден преподобного Андрея Иконописца III степени Русской православной церкви
- 2007 — действительный член РАХ
- 2007 — Национальная премия «Имперская культура» имени Эдуарда Володина[8][9]
- 2008 — Заслуженный художник Украины (20 августа 2008 года) — за весомый личный вклад в укрепление авторитета Украины в мире, популяризацию её исторических и современных достижений и по случаю 17-й годовщины независимости Украины[10]
- 2010 — Премия ФСБ России в номинации «Изобразительное искусство» за цикл живописных работ по тематике пограничной службы и личный вклад в патриотическое воспитание российских граждан
- 2017 — Орден Почёта (17 августа 2017 года) — за большой вклад в развитие отечественной культуры, искусства, средств массовой информации и многолетнюю плодотворную деятельность[11]
- 2020 — Орден Дружбы (21 августа 2020 года) — за большой вклад в организацию и проведение социально важных, общественно значимых мероприятий[12].
- 2019—2020 — Премия ФСБ России в номинации «Изобразительное искусство» за создание цикла картин антитеррористической направленности «Сирийская земля», художественное оформление Патриаршего собора во имя Воскресения Христова — Главного храма Вооружённых сил Российской Федерации и Храма святого праведного воина адмирала Фёдора Ушакова в Южном Бутово, а также активное личное содействие органам безопасности в духовно-нравственном и патриотическом воспитании сотрудников
- 2022 — медаль «Патриаршая благодарность» (во внимание к трудам в Патриаршем совете по культуре и в связи с 55-летием со дня рождения)[13].